# 考德威尔 (俄亥俄州)
考德威尔（Caldwell）是美国俄亥俄州诺布尔县的一个村，是诺布尔县的县城，位于达克溪西部支流沿岸。 2010年人口普查时人口为1748人。

## 历史
考德威尔成立于1857年，以该镇的原始业主约瑟夫和塞缪尔·卡德维尔（Samuel Caldwell）命名。 宾夕法尼亚铁路在19世纪70年代抵达了卡德维尔。